# 아시아계 캐나다인
아시아계 캐나다인(-系 -人, 영어: Asian Canadians)은 캐나다에 이민한 아시아인과 그들의 자손을 칭한다. 

## 같이 보기
- 동아시아계 캐나다인
- 남아시아계 캐나다인
- 한국계 캐나다인
- 아시아인